# Rifugio Aljaž
Il Rifugio Aljaž (in sloveno: Aljažev dom v Vratih) è un rifugio situato nel comune di Kranjska Gora in Slovenia, a 1.015 m s.l.m..

## Storia
Situato nell'alta valle di Vrata, all'interno del parco nazionale del Tricorno, il rifugio è intitolato a Jakob Aljaž, sacerdote cattolico sloveno. Eretto per la prima volta nel 1904, fu ricostruito nel 1910. Partono sentieri diretti a monte Tricorno ed al monte Škrlatica.